# Крымская платформа
«Международная Крымская платформа» (укр. Міжнародна Кримська платформа, англ. Crimea Platform, крымскотат. Qırım platforması) — дипломатическая инициатива Украины, в перспективе — постоянный международный консультативно-координационный механизм для возвращения проблемы Крыма в международную повестку дня, что позволило бы способствовать восстановлению контроля Украины над Крымом. Учредительный саммит «Крымской платформы» прошёл 23 августа 2021 года. По его итогам была принята «Совместная декларация участников Международной Крымской платформы».

## Предыстория
Владимир Зеленский собирался обсудить тему Крыма на своей первой и единственной встрече с Владимиром Путиным в декабре 2019 года на саммите «нормандской четвёрки» в Париже, однако эта попытка не увенчалась успехом: Россия не раз заявляла, что вопрос принадлежности Крыма для неё закрыт и обсуждать его с кем-либо в каком-либо контексте она не собирается.
В феврале 2020 года, выступая на Мюнхенской конференции по безопасности, Зеленский призвал к возвращению вопроса о Крыме в международную повестку дня и возобновлению «мощного обсуждения» этого вопроса: «Это тоже оккупированная наша территория. Может, нужна новая площадка?». В том же месяце он распорядился считать 26 февраля Днём сопротивления оккупации Крыма и Севастополя.
В начале 2021 года вопрос возвращения Крыма в состав Украины, учитывая отсутствие прогресса в политическом урегулировании вооружённого конфликта в Донбассе, окончательно стали центром внешнеполитических усилий украинского руководства.

## Создание
«Крымская платформа» была создана МИД Украины совместно с Офисом президента Украины по инициативе президента Зеленского, который на 75-й сессии Генеральной Ассамблеи ООН в сентябре 2020 года призвал все страны присоединиться к этому проекту.
26 февраля 2021 года Зеленский подписал указ «Об отдельных мерах, направленных на деоккупацию и реинтеграцию временно оккупированной территории Автономной Республики Крым и города Севастополя», которым, в частности, постановил образовать Организационный комитет по подготовке и проведению учредительного саммита «Крымской платформы» при координации со стороны МИД Украины. Председателем Оргкомитета был назначен министр иностранных дел Украины Дмитрий Кулеба.
В середине марта Зеленский подписал разработанную СНБО «Стратегию деоккупации и реинтеграции временно оккупированной территории Автономной Республики Крым и города Севастополя», в которой заявлено, что Киев применит для возвращения этой территории меры «дипломатического, военного, экономического, информационного, гуманитарного и иного характера». Одновременно на Украине был инициирован внутриполитический процесс поиска виновных в утрате Крыма в 2014 году.
23 августа в Киеве прошёл учредительный саммит «Крымской платформы». В принятой участниками мероприятия декларации целью «Крымской платформы» названо «мирное прекращение временной оккупации» Российской Федерацией территории Крыма и «восстановление контроля Украины над этой территорией в полном соответствии с международным правом».

## Направления работы
Работа «Крымской платформы» организована по 5 основным направлениям:
- консолидация международной политики непризнания каких-либо изменений международно-правового статуса Крыма;
- повышение эффективности международных санкций против России;
- защита прав человека и международного гуманитарного права;
- обеспечение безопасности в Азово-Черноморском регионе и за его пределами, защита принципа свободы навигации;
- преодоление негативных экологических и экономических последствий «оккупации»[17].

## Участники
В учредительном саммите приняли участие представители государств-участников НАТО, Европейского союза, Большой семёрки и Ассоциированного трио, а также Австралии и Новой Зеландии — то есть государств, участвующих в кампании санкций против России в связи с украинскими событиями 2014 года.
| №                         | Название           | Уровень представительства на учредительном саммите                                                | Источник      |             |             |             |             |
| Государства               | Государства        | Государства                                                                                       | Государства   | Государства | Государства | Государства | Государства |
| ------------------------- | ------------------ | ------------------------------------------------------------------------------------------------- | ------------- | ----------- | ----------- | ----------- | ----------- |
| 1.                        | Австралия          | Посол                                                                                             | [ 19 ]        |             |             |             |             |
| 2.                        | Австрия            | Федеральный министр Европы, интеграции и иностранных дел                                          | [ 20 ]        |             |             |             |             |
| 3.                        | Албания            | Министр по вопросам отношений с парламентом                                                       | [ 20 ]        |             |             |             |             |
| 4.                        | Бельгия            | Министр иностранных дел                                                                           | [ 19 ]        |             |             |             |             |
| 5.                        | Болгария           | Министр иностранных дел                                                                           | [ 19 ]        |             |             |             |             |
| 6.                        | Великобритания     | Парламентский заместитель государственного секретаря по вопросам европейского соседства и Америки | [ 20 ] [ 21 ] |             |             |             |             |
| 7.                        | Венгрия            | Президент                                                                                         | [ 19 ]        |             |             |             |             |
| 8.                        | Греция             | Посол                                                                                             | [ 19 ]        |             |             |             |             |
| 9.                        | Германия           | Министр экономики и энергетики                                                                    | [ 20 ]        |             |             |             |             |
| 10.                       | Грузия             | Премьер-министр                                                                                   | [ 19 ]        |             |             |             |             |
| 11.                       | Дания              | Министр иностранных дел                                                                           | [ 19 ]        |             |             |             |             |
| 12.                       | Испания            | Министр иностранных дел, ЕС и сотрудничества                                                      | [ 20 ]        |             |             |             |             |
| 13.                       | Ирландия           | Министр по вопросам внешней политики и безопасности                                               | [ 20 ]        |             |             |             |             |
| 14.                       | Исландия           | Посол                                                                                             | [ 18 ]        |             |             |             |             |
| 15.                       | Италия             | Заместитель министра иностранных дел и международного сотрудничества                              | [ 20 ]        |             |             |             |             |
| 16.                       | Эстония            | Президент                                                                                         | [ 19 ]        |             |             |             |             |
| 17.                       | Канада             | Посол                                                                                             | [ 22 ]        |             |             |             |             |
| 18.                       | Кипр               | Посол                                                                                             | [ 19 ]        |             |             |             |             |
| 19.                       | Латвия             | Президент                                                                                         | [ 19 ]        |             |             |             |             |
| 20.                       | Литва              | Президент                                                                                         | [ 19 ]        |             |             |             |             |
| 21.                       | Люксембург         | Министр иностранных и европейских дел                                                             | [ 20 ]        |             |             |             |             |
| 22.                       | Мальта             | Посол                                                                                             | [ 19 ]        |             |             |             |             |
| 23.                       | Молдова            | Президент                                                                                         | [ 19 ]        |             |             |             |             |
| 24.                       | Нидерланды         | Министр иностранных дел                                                                           | [ 19 ]        |             |             |             |             |
| 25.                       | Новая Зеландия     | Посол                                                                                             | [ 19 ]        |             |             |             |             |
| 26.                       | Норвегия           | Государственный секретарь Министерства иностранных дел, заместитель министра иностранных дел      | [ 19 ] [ 20 ] |             |             |             |             |
| 27.                       | Польша             | Президент                                                                                         | [ 19 ]        |             |             |             |             |
| 28.                       | Португалия         | Министр обороны                                                                                   | [ 19 ]        |             |             |             |             |
| 29.                       | Румыния            | Премьер-министр                                                                                   | [ 19 ]        |             |             |             |             |
| 30.                       | Северная Македония | Министр иностранных дел                                                                           | [ 19 ]        |             |             |             |             |
| 31.                       | Словакия           | Премьер-министр                                                                                   | [ 20 ]        |             |             |             |             |
| 32.                       | Словения           | Президент                                                                                         | [ 19 ]        |             |             |             |             |
| 33.                       | США                | Министр энергетики, личный посланник президента                                                   | [ 23 ]        |             |             |             |             |
| 34.                       | Турция             | Министр иностранных дел                                                                           | [ 19 ]        |             |             |             |             |
| 35.                       | Украина            | Президент, премьер-министр, председатель Верховной рады, министр иностранных дел                  | [ 20 ]        |             |             |             |             |
| 36.                       | Франция            | Министр-делегат по вопросам внешней торговли и экономической привлекательности                    | [ 20 ]        |             |             |             |             |
| 37.                       | Финляндия          | Президент                                                                                         | [ 19 ]        |             |             |             |             |
| 38.                       | Хорватия           | Премьер-министр                                                                                   | [ 19 ]        |             |             |             |             |
| 39.                       | Черногория         | Министр иностранных дел                                                                           | [ 19 ]        |             |             |             |             |
| 40.                       | Чехия              | Глава Сената Парламента                                                                           | [ 20 ]        |             |             |             |             |
| 41.                       | Швейцария          | Глава Национального совета Федерального собрания                                                  | [ 20 ]        |             |             |             |             |
| 42.                       | Швеция             | Премьер-министр                                                                                   | [ 20 ]        |             |             |             |             |
| 43.                       | Япония             | Посол                                                                                             | [ 19 ]        |             |             |             |             |
| Международные организации |                    |                                                                                                   |               |             |             |             |             |
| 1.                        | ГУАМ               | Генеральный секретарь                                                                             | [ 19 ]        |             |             |             |             |
| 2.                        | Европейский союз   | Верховный представитель, президент Европейского совета, вице-президент Европейской комиссии       | [ 19 ]        |             |             |             |             |
| 3.                        | НАТО               | Заместитель Генерального секретаря                                                                | [ 19 ]        |             |             |             |             |
| 4.                        | Совет Европы       | Генеральный секретарь                                                                             | [ 19 ]        |             |             |             |             |

Платформа открыта для присоединения других стран, включая Российскую Федерацию. Партнёром «Крымской платформы» является Всемирный конгресс украинцев.
Помимо высшего политического уровня сотрудничество в рамках «Крымской платформы» проходит также на уровне парламентов и экспертов. Учредительный форум Экспертной сети «Крымской платформы» прошёл 6 августа 2021 года, к участию в нём было привлечено не менее 180 экспертов из 33 стран. Группы в поддержу Крымской платформы были созданы в Парламентской ассамблее НАТО, Сейме Латвии, Сеймасе Литвы и Верховной раде Украины, в Рийгикогу Эстонии роль контактного центра парламентского измерения Крымской платформы взяла на себя депутатская группа по парламентским связям с Украиной.
 Выступая 22 сентября 2021 года на сессии Генеральной Ассамблеи ООН, президент Украины Владимир Зеленский подверг Организацию Объединённых Наций критике за то, что она проигнорировала саммит «Крымской платформы». «Крымская платформа», по словам украинского президента, «должна работать под эгидой ООН». На 76-ю годовщину основания ООН Министерство иностранных дел Украины выразило надежду на присоединение ООН к Крымской платформе. 17 ноября того же года Третий комитет ООН 64 голосами против 20 принял проект обновленной резолюции Генассамблеи ООН «Ситуация с правами человека во временно оккупированной Автономной Республике Крым и Севастополе, Украина», в котором зафиксирована поддержка Крымской платформы. 9 декабря Генеральная Ассамблея 63 голосами против 22 приняла резолюцию «Проблема милитаризации Автономной Республики Крым и города Севастополь (Украина), а также частей Черного и Азовского морей» дополненную, в частности, ссылкой на Крымскую платформу и ее декларацию.
Во время 48-й сессии Совета ООН по правам человека к совместному заявлению в поддержку Крымской платформы помимо участников её учредительного саммита присоединился  Лихтенштейн. В феврале 2022 года он официально присоединился к платформе.

## Международная реакция

### Россия
Сразу после объявления идеи форума Москва отнеслась к ней со сдержанным оптимизмом, предлагая обсудить проблемы поставки в Крым воды и электроэнергии. Однако вскоре позиция кардинально изменилась. Так, накануне первой встречи форума спикер российского МИДа Мария Захарова заявила:
Все усилия Киева по возвращению Крыма являются нелегитимными и не могут восприниматься иначе, как угроза агрессии против двух субъектов Российской Федерации. Ещё раз напоминаем, что будем рассматривать участие любых стран и организаций в таких действиях, включая инициативу «Крымская платформа», как недружественный в отношении России шаг, как прямое посягательство на её территориальную целостность.
Министр иностранных дел России Сергей Лавров назвал саммит «шабашем, на котором Запад будет продолжать пестовать неонацистские, расистские настроения современной украинской власти». Глава Республики Крым Сергей Аксёнов назвал «Крымскую платформу», как и попытки вернуть Крым в целом, глупым и безнадёжным занятием и связал её с желанием отвлечь население от происходящего на Украине.

### США
Делегацию США на «Крымской платформе» возглавляла министр энергетики Дженнифер Грэнхолм. От имени президента Байдена Грэнхолм заявила о «поддержке Украины и её усилий по продвижению реформ, воплощению евроатлантических устремлений и созданию лучшего будущего для всех украинцев, включая борьбу с коррупцией и против российской агрессии».
Американское издание Politico отметило отсутствие на саммите лидеров Франции и Германии, что, по мнению издания, может быть связано с нежеланием портить отношения с российским руководством. Также в публикации указано, что работа саммита велась на украинском, английском и крымскотатарском языках, но не на русском, «который является родным для большинства крымчан».

### Великобритания
Выступая на учредительном саммите «Крымской платформы», министр Великобритании по европейскому соседству и Америке Венди Мортон выразила поддержку инициативы:
Мы заявляем о нашей солидарности со всеми украинцами: от запада до востока страны, до последнего кусочка земли на самом юге Крымского полуострова. Крым — это Украина.
Аналитик британского журнала The Economist Шашанк Джоши написал, что «президент Украины Владимир Зеленский стремится прежде всего вернуть Крым назад в повестку дня мировой дипломатии».

### Франция
Глава МИД Франции Жан-Ив Ле Дриан назвал «Крымскую платформу» «чрезвычайно важным дипломатическим событием». Французское издание Le Figaro отметило, что «Киев реализовал беспрецедентную инициативу по деоккупации Крыма для давления на Россию через семь лет после начала оккупации полуострова».
В свою очередь, издание France24 отметило, что Украина и её западные союзники договорились о совместной работе по мирному завершению российской оккупации Крыма, однако не договорились, как это сделать.
Также указывается, что планировавший участие в саммите глава МИД Франции Жан-Ив Ле Дриан не принял участия в саммите «Крымская платформа». Вместо него Францию представлял министр торговли Франк Ристер.